# Ястребы
Я́стребы, или ястреба́ (лат. Accipitrinae) — подсемейство хищных птиц из семейства ястребиных. В более широком смысле, я́стребом называют любую птицу из этого подсемейства. На территории России широкое распространение имеют ястреб-перепелятник и ястреб-тетеревятник.

## Этимологияназвания
Слово ястреб восходит к праславянской форме *astrębъ, образованной от основы *astr- с суффиксом -ęb- (связанным аблаутным чередованием с праслав. *-ǫb-, как в слове голубь). Этимология части *astr- точно не выяснена, обычно её связывают с и.-е. *ōk̑ros «острый», «резкий», «быстрый», ср. сходное образование в лат. accipiter «хищная птица», «ястреб» < *acupeter, букв. «быстрокрыл» (ср. греч. ὠκυπέτης «быстролетящий», др.-инд. āçupátvan- то же).

## Роль в экономике
В «МСЭ» утверждается, что «Истреблением дичи и домашней птицы Я. наносят очень большой вред, который лишь отчасти компенсируется истреблением ими вредных грызунов.»

## Классификация
- Подсемейство Accipitrinae — Ястребы
  - Род Accipiter — Настоящие ястребы
    - Accipiter albogularis — Сорочий ястреб
    - Accipiter badius — Туркестанский тювик
    - Accipiter bicolor — Двуцветный ястреб
    - Accipiter brachyurus — Новобританский ястреб
    - Accipiter brevipes — Европейский тювик
    - Accipiter butleri — Никобарский тювик
    - Accipiter castanilius — Каштановобрюхий ястреб
    - Accipiter chilensis
    - Accipiter chionogaster
    - Accipiter cirrocephalus — Ошейниковый ястреб
    - Accipiter collaris — Полуошейниковый ястреб
    - Accipiter cooperii — Куперов ястреб
    - Accipiter erythrauchen
    - Accipiter erythronemius
    - Accipiter erythropus — Краснобёдрый ястреб
    - Accipiter fasciatus — Австралийский бурый ястреб
    - Accipiter francesii — Мадагаскарский ястреб
    - Accipiter gentilis — Ястреб-тетеревятник
    - Accipiter griseiceps — Сулавесский хохлатый ястреб
    - Accipiter gularis — Японский перепелятник
    - Accipiter gundlachi — Кубинский ястреб
    - Accipiter haplochrous — Белобрюхий ястреб
    - Accipiter henicogrammus — Молуккский ястреб
    - Accipiter henstii — Мадагаскарский тетеревятник
    - Accipiter hiogaster
    - Accipiter imitator — Ястреб-пересмешник
    - Accipiter luteoschistaceus — Серо-голубой ястреб
    - Accipiter madagascariensis — Мадагаскарский перепелятник
    - Accipiter melanochlamys — Черноспинный ястреб
    - Accipiter melanoleucus — Чёрно-белый ястреб
    - Accipiter meyerianus — Мейеров ястреб
    - Accipiter minullus — Африканский малый перепелятник
    - Accipiter nanus — Целебесский ястреб
    - Accipiter nisus — Ястреб-перепелятник
    - Accipiter novaehollandiae — Светлый ястреб
    - Accipiter ovampensis — Краснобокий перепелятник
    - Accipiter poliocephalus — Новогвинейский пепельноголовый тетеревятник
    - Accipiter poliogaster — Серобрюхий тетеревятник
    - Accipiter princeps — Новобританский серобрюхий тетеревятник
    - Accipiter rhodogaster — Винногрудый перепелятник
    - Accipiter rufitorques — Фиджийский ястреб
    - Accipiter rufiventris — Краснобрюхий перепелятник
    - Accipiter soloensis — Короткопалый ястреб
    - Accipiter striatus — Полосатый ястреб
    - Accipiter superciliosus — Ястреб-крошка
    - Accipiter tachiro — Африканский тетеревятник
    - Accipiter toussenelii — Красногрудый тетеревятник
    - Accipiter trinotatus — Пятнистохвостый перепелятник
    - Accipiter trivirgatus — Хохлатый ястреб
    - Accipiter ventralis
    - Accipiter virgatus — Индийский перепелятник

  - Род Erythrotriorchis — Красные ястребы
    - Erythrotriorchis buergersi — Роскошный ястреб
    - Erythrotriorchis radiatus — Красный ястреб

  - Род Melierax — Певчие ястребы
    - Melierax canorus — Светлый певчий ястреб
    - Melierax metabates — Тёмный певчий ястреб
    - Melierax poliopterus — Серый певчий ястреб

  - Род Micronisus
    - Micronisus gabar — Певчий ястреб-габар

  - Род Urotriorchis — Длиннохвостые ястребы
    - Urotriorchis macrourus — Африканский длиннохвостый ястреб